# Codice ATC B
Il codice ATC B del sangue e dell'emopoiesi è una sezione del sistema di classificazione Anatomico Terapeutico e Chimico, un sistema di codici alfanumerici sviluppato dall'OMS per la classificazione dei farmaci e altri prodotti medici.
Codici per uso veterinario (codici ATC) possono essere creati, attraverso una lettera Q posta di fronte al codice ATC umano: QB ...
Numeri nazionali della classificazione ATC possono includere codici aggiuntivi non presenti in questa lista, che segue la versione OMS.
B sangue ed emopoiesi

B01 - Agenti antitrombotici

B02 - Antiemorragici

B03 - Preparati anti-anemici

B05 - Sostituti del sangue e soluzioni di perfusione

B06 - Altri agenti ematologici